# Giovanni Stefano Carbonelli
Giovanni Stefano Carbonelli (* um 1690; † 1772 in London) war ein italienischer Komponist und Violinist.

## Leben
Carbonelli war ein Schüler von Arcangelo Corelli, er siedelte 1719 auf Einladung von John Manners, dem 2. Herzog von Rutland nach London über, um in dessen Dienste zu treten. Zeitweise war er Konzertmeister im Händelschen Opernorchester.
Carbonelli hinterließ eine Sammlung von 12 Violinsonaten mit Generalbass. Diese orientiert sich am Stil Corellis, die Sammlung ist seinem Gönner, dem Herzog von Rutland gewidmet. Im Laufe seiner Zeit in England vernachlässigte er mehr und mehr das Violinspiel, um sich dem einträglicheren Handel mit italienischen Weinen zuzuwenden.
Antonio Vivaldi widmete ihm ein Concerto per Violino (RV 366).

## Werke
- 12 Sonate da Camera a Violino, e Violone o Cembalo (John Walsh, London)